# Catocala manitobensis
Catocala manitobensis är en fjärilsart som beskrevs av Samuel E. Cassino 1918. Catocala manitobensis ingår i släktet Catocala och familjen nattflyn. Inga underarter finns listade i Catalogue of Life.